# Forum Odpowiedzialnego Biznesu
Forum Odpowiedzialnego Biznesu (FOB) – najdłużej działająca i największa organizacja pozarządowa w Polsce zajmująca się koncepcją zrównoważonego rozwoju w kompleksowy sposób. Forum to organizacja ekspercka, będąca inicjatorem i partnerem przedsięwzięć kluczowych dla ESG w Polsce.

## Misja
Działając na rzecz zrównoważonego rozwoju, inspirujemy biznes, który zmienia świat, łączymy ludzi, którzy zmieniają biznes.

## Cele organizacji
1. Upowszechnianie wiedzy z zakresu ESG i zrównoważonego rozwoju;
2. Edukacja i wspieranie inicjatyw w zakresie ESG i zrównoważonego rozwoju;
3. Tworzenie platformy wymiany doświadczeń z zakresu ESG i zrównoważonego rozwoju dla przedstawicieli biznesu, administracji publicznej i organizacji pozarządowych;
4. Wymiana wiedzy i doświadczeń z organizacjami międzynarodowymi.

## Władze
W skład zarządu powołanego w czerwcu 2023 r. na trzyletnią kadencję wchodzą: Robert Adamczyk, Joanna Gorczyca, Monika Kulik, Maria Krawczyńska-Kaczmarek, Waldemar Olbryk, Irena Pichola oraz Michał Popiołek. 
Funkcję dyrektorki generalnej FOB od sierpnia 2023 r. do marca 2024 r. pełniła Maria Krawczyńska-Kaczmarek. Od czerwca 2024 r. do kwietnia 2025 r. sprawowała funkcję prezeski zarządu. W kwietniu 2025 r. z powodów osobistych złożyła rezygnację z funkcji prezeski, pozostając jednocześnie zaangażowaną w działalność Stowarzyszenia jako członkini zarządu FOB.
Podczas Walnego Zebrania w kwietniu 2025 r. jednogłośnie przyjęto uchwałę o powołaniu Ireny Picholi na funkcję prezeski zarządu FOB i Moniki Kulik na funkcję wiceprezeski zarządu FOB. 

## Realizowane działania
Wybrane programy i projekty realizowane przez Forum Odpowiedzialnego Biznesu:
- Program Partnerstwa – kompleksowy program współpracy FOB z firmami – liderami zrównoważonego rozwoju w Polsce; skupia ponad 90 przedsiębiorstw.
- Chapter Zero Poland – program rozwoju kompetencji zarządów i rad nadzorczych w zakresie strategii klimatycznych. To polska odsłona Climate Governance Initiative powołanej przez Światowe Forum Ekonomiczne.
- Karta Różnorodności – polska odsłona międzynarodowej inicjatywy pod patronatem Komisji Europejskiej, skierowanej do firm zaangażowanych w obszarze DEI (diversity, equity, inclusion). Zrzesza prawie 400 pracodawców.
- Karta Praw Dziecka w Biznesie – inicjatywa zachęcająca biznes do podejmowania działań mających na celu ochronę praw dziecka w całym łańcuchu wartości przedsiębiorstw.
- Konkurs “Raporty Zrównoważonego Rozwoju” (daw. „Raporty Społeczne”) – nagrody za najlepiej sporządzone raporty niefinansowe oraz dostępna online baza raportów.
- Liga Odpowiedzialnego Biznesu – program edukacyjny skierowany do studentów_ek, jego głównym komponentem jest program ambasadorski ESG.
- Raport „Odpowiedzialny biznes w Polsce. Dobre praktyki” – coroczny przegląd działań w obszarze zrównoważonego rozwoju, podejmowanych przez firmy w Polsce.
- Nagroda Karty Różnorodności – przyznawana firmom, organizacjom, samorządom i instytucjom aktywnym w zakresie upowszechniania wartości DEI w Polsce.

Ponadto, FOB realizuje swoją misję poprzez prowadzenie portalu informacyjnego odpowiedzialnybiznes.pl poświęconego tematyce zrównoważonego rozwoju oraz zarządzaniu obszarami ESG.
FOB jest jedną z instytucji zgłaszających kandydatów do Nagrody Gospodarczej Prezydenta RP

## Publikacje
- Raporty „Odpowiedzialny biznes w Polsce. Dobre praktyki” – wydawana od 2003 r. cykliczna publikacja będąca podsumowaniem zaangażowania firm w Polsce w realizację działań z zakresu odpowiedzialnego biznesu i zrównoważonego rozwoju oraz przeglądem kluczowych wydarzeń i trendów związanych z ESG w danym roku.

## Udział w organizacjach międzynarodowych
- CSR Europe (partner krajowy)[3]
- World Business Council for Sustainable Development (partner krajowy)[4]
- United Nations Global Compact[5]
- Global Reporting Initiative (członek GRI Community)
- Business For Nature (sygnatariusz)
- Open for Business
- Sustainable Development Solutions Network (pierwszy członek krajowy)
- Friends of EFRAG (jako pierwsza organizacja pozarządowa w Polsce)